# Тереза Аркль
Тере́за Аркль (нім. Theresa Arkl, пол. Teresa Arkl; *1861, Львів — † липень 1929, Мілан) — польська оперна співачка (сопрано), піаністка й педагог.

## Біографічні дані
Тереза Аркль народилася в єврейській сім'ї львівського адвоката Емануеля Блюменфельда. 1882 року вийшла заміж за австрійського військового лікаря Зіґмунда Аркля. Після того поїхала до Відня, щоб навчатись у співочій школі Марії Луїзи Дустманн. Завдяки незвичайним вокальним даним Терези її кар'єра співачки стрімко розвивалася. У квітні 1883 року вона дала концерт у Кракові, а 13 листопада 1884 року успішно дебютувала на оперній сцені львівського Скарбківського театру як Валентина в опері «Гуґеноти» Джакомо Меєрбера. До березня 1885 року Тереза Аркль виконала, зокрема, партії Леонори («Трубадур»), Селіки («Африканка»), Альдони («Конрад Валленрод»), Маргарити («Фауст») й титульні партії в «Аїді» та «Нормі». У квітні 1885 року вона знову концертувала в Кракові, а з 16 квітня по 6 травня цього ж року — у Варшаві, співаючи в «Гугенотах», «Аїді», «Трубадурі», «Африканці» та «Фаусті». Тоді повернулася до Львова, де в сезоні 1885—1886 років виконала роль Амелії («Бал-маскарад») і титульні ролі в «Ядвізі» та «Лукреції Борджі». У березні 1886 року Тереза Аркль поїхала до Праги й відтоді виступала переважно за кордоном: у Парижі та Відні (1886), Празі (1887), Будапешті (1888) й Гамбурзі (1889). 1890 року вона взяла участь у прем'єрі опери Еміліо Серрано «Донья Хуана ла Лока», поставленій у Мадридському королівському театрі «Театро Реаль», і виступила у Більбао (1890). 1891 року в Терези Аркль були турне в Одесі, Лондоні й Мілані, де 29 грудня вона виконала партію Венери в «Тангойзері» Ріхарда Вагнера, 5 січня 1892 року — партію Норми в однойменній опері Вінченцо Белліні, а 15 лютого — партію Дездемони в опері «Отелло» Джузеппе Верді. Цей тріумф у театрі «Ла Скала» тривав 32 дні. Далі її чекали сцени Барселони (1892), Лісабона (1893), Мадрида й Буенос-Айреса, де в столичному театрі «Колон» Тереза Аркль співала в операх «Отелло» і «Лоенгрін» (1894), знову Лісабона та Мадрида (1896) й Болоньї (1897). 1898 року Тереза Аркль виконала головну партію у прем'єрі опери Зиґмунта Носковського «Лівія Квінтілла», поставленій у Львові, у Скарбківському театрі. У лютому 1899 року вона виступила у Варшаві, а в березні того ж року дала концерт у Кракові. 1900 року вона аиконала партію Брунгільди в «Загибелі богів» у генуезькому театрі Карло Феліче. До найзначніших належать її партії Ельзи («Лоенґрін»), Елізабет («Тангойзер»), Сенти в «Летючому голландці» й Гальки в однойменній опері Станіслава Монюшка. Тереза Аркль здобула велике визнання. Слухачі й критики високо цінували її драматичне сопрано з широким діапазоном і виразну театральну гру. Останній відомий виступ Терези Аркль відбувся 1902 року в Мадриді. 1900 року вона переїхала до Мілана й там відкрила школу співу, якою керувала до кінця життя. До її учениць належали, зокрема, Євгенія Бронська, Ірен Іден, Клер Дакс, Люсетт Корсофф, Ніна Моргана, Роза Понселль. У 1903—1905 роках Тереза Аркль записала кілька грамофонних пластинок для фірм G&T і «Fonotipia». Померла в Мілані у липні 1929 року.